# Institut national des jeunes sourds de Bordeaux-Gradignan
Pour les articles homonymes, voir Institut national de jeunes sourds.
L’Institut national de jeunes sourds de Bordeaux-Gradignan (INJS) est une école française d’enseignement spécialisé pour jeunes sourds, installée au château Laburthe, situé au 25, cours du Général de Gaulle à Gradignan, en Gironde. L’ancien Institution nationale des sourdes-muettes, qui existe toujours comme monument historique, était situé 87, rue Abbé-de-L’Epée, à Bordeaux.

## Historique
L’institut des sourdes-muettes de Bordeaux fut fondé le 20 février 1786, dans le quartier Saint-Seurin sous les auspices de l’archevêque Jérôme Champion de Cicé qui en confia la direction à Roch Ambroise Sicard, l’un des meilleurs disciples de Charles-Michel de L'Épée, appelé l'abbé de L'Épée. Cet institut était le deuxième établissement national pour l’éducation des sourds, celui de Paris étant uniquement réservé à l’éducation des garçons, et celui de Bordeaux dédié à l’éducation des filles. 
En avril 1790, le laïc Jean de Saint-Sernin (1741-1816) remplace Sicard et dirige l’établissement jusqu’à sa mort. L’école qui accueille à ses débuts une vingtaine d’élèves, s’installe d’abord 39 rue Capdeville puis, à partir de 1792, rue du Hâ, dans une aile du couvent des Minimes.
Pendant la Révolution, un décret de la Convention, en date du 12 mai 1793, met l’école « sous la protection spéciale de la nation ». En 1797, elle s’installe rue des Religieuses (actuelle rue Thiac) dans l’ancien couvent des Catherinettes. À partir de 1804, les sœurs de Nevers sont chargées de l’éducation des jeunes filles. Jusqu’en 1834, des campagnes de travaux permettent de maintenir à peu près en état les bâtiments mais n’évitent pas les problèmes d’insalubrité et d’exiguïté, ni la lente détérioration des locaux dont une partie est même promise à la démolition à la suite de projets urbains.

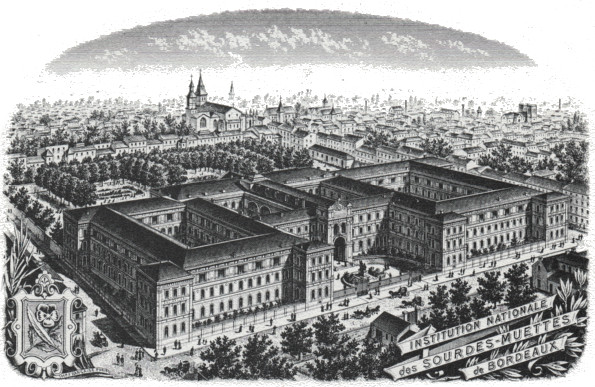
L'Institution nationale des sourdes et muettes construit par J.-A. Thiac.

Entre 1834 et 1860, quatre projets de construction sont élaborés et proposés par Joseph-Adolphe Thiac, architecte départemental de Bordeaux et constructeur du Palais de Justice. Le dernier projet est adopté après d’ultimes modifications dues au décret du 11 septembre 1859 attribuant les futurs locaux aux seules jeunes filles. Il s'agit d'une institution nationale des sourdes et muettes.
En 1940, sous l’Occupation, l’édifice est réquisitionné par les Allemands, puis de 1949 à 1958 devint progressivement commissariat central de Bordeaux. L’institution, redevenue mixte sous le nom d’Institut national des jeunes sourds, s’installa, en 1958, au château Laburthe à Gradignan où il se trouve encore aujourd’hui.

## Architecture et lieu de vie
L’Institut qui fut transféré en 1958, au château Laburthe à Gradignan, bénéficie de plusieurs avantages par rapport à l'ancien institut. Il s'agit d'une proximité avec la ville de Bordeaux et ses activités, son université et ses hôpitaux, avec une entrée directe sur la route où passe le tramway de banlieue, mais aussi et surtout une partie boisée pour l’ombre et ses prairies pour les jeux, le sport.

## Les missions de L’INJS
Établissement public national, médico-social, la vocation de l’institut national des jeunes sourds de Bordeaux est l’accompagnement de jeunes sourds, sévères ou profonds. Il accueille des élèves de 0 à 20 ans, en formation générale ou professionnelle, et de la maternelle au baccalauréat. Les élèves évoluent au sein d’un projet individuel et bénéficient d’un accompagnement interdisciplinaire et adapté.